# جهيزدان
جهيزدان هي قرية في مقاطعة سراب، إيران. عدد سكان هذه القرية هو 634 في سنة 2006.